# Західна Пруссія (провінція)
Західна Пруссія (нім. Westpreußen; каш. Zôpadné Prësë; пол. Prusy Zachodnie) — провінція Прусського королівства у 1773—1824 та 1878—1918. У 1918—1939 його більша частина стала Польським коридором і Вільним містом Данциг, а частини, що залишилися у складі Веймарської республіки, стали новою землею Познань-Західна Пруссія або були приєднані до Східної Пруссії як регіон Марієнвердер.

## Історія
Під час Тринадцятирічної війни (1454—1466) міста Померанії та західної Пруссії боронились від Тевтонського Ордену і знайшли допомогу у короля Польщі Казимира IV. Згідно з Другим Торуньським миром (1466), Західна Пруссія та Помералія стали польською провінцією Королівська Пруссія. Королівська Пруссія остаточно стала частиною Речі Посполитої у 1569. Східна Пруссія, з іншого боку, залишилася під владою Тевтонського Ордену, який, за Торуньським миром, став васалом Польщі. У 1525 ця територія стала Прусським герцогством (під номінальною польською владою до 1657).
Більшу частину Королівської Пруссії анексувала під час першого поділу Польщі (1772), яка 1773 року стала провінцією Західна Пруссія, за винятком Вармії, анклаву всередині Східної Пруссії, приєднаної до провінції Східна Пруссія.
Під час другого поділу Польщі (1793) польські міста Гданськ і Торунь також були приєднані Західної Пруссії. Деякі терени Великопольщі, приєднані до Прусського королівства 1772 року (Нотецький район), 1793 року також були долучені до Західної Пруссії.
Під час Наполеонівських війн (1806—1815) південні частини Західної Пруссії були передані Варшавському герцогству. У 1824—1878 провінція Західна Пруссія була об'єднана з провінцією Східна Пруссія в єдину провінцію Пруссія, після чого вони були відновлені як окремі провінції у складі Німецької імперії, створеної 1871 року.
Згідно з Версальським договором (1919), більша частина Західної Пруссії була повернута Польщі, незначні частини на заході і на сході колишньої провінції залишилися у складі Веймарської республіки (західна частина сформувала провінцію Познань-Західна Пруссія, східна частина сформувала регіон Марієнвердер у межах Східної Пруссії (1922).
1939 — терени колишньої Західної Пруссії приєднані до Третього Рейху.
Згідно з рішеннями Потсдамської конференції (1945), після Другої світової війни вся колишня Західна Пруссія була передана під владу Польщі. Німецьке населення краю було депортоване на захід.

## Історичне населення
|                 | місцеві   | іноземці |
| --------------- | --------- | -------- |
| Західна Пруссія | 1,433,681 | 1,976    |

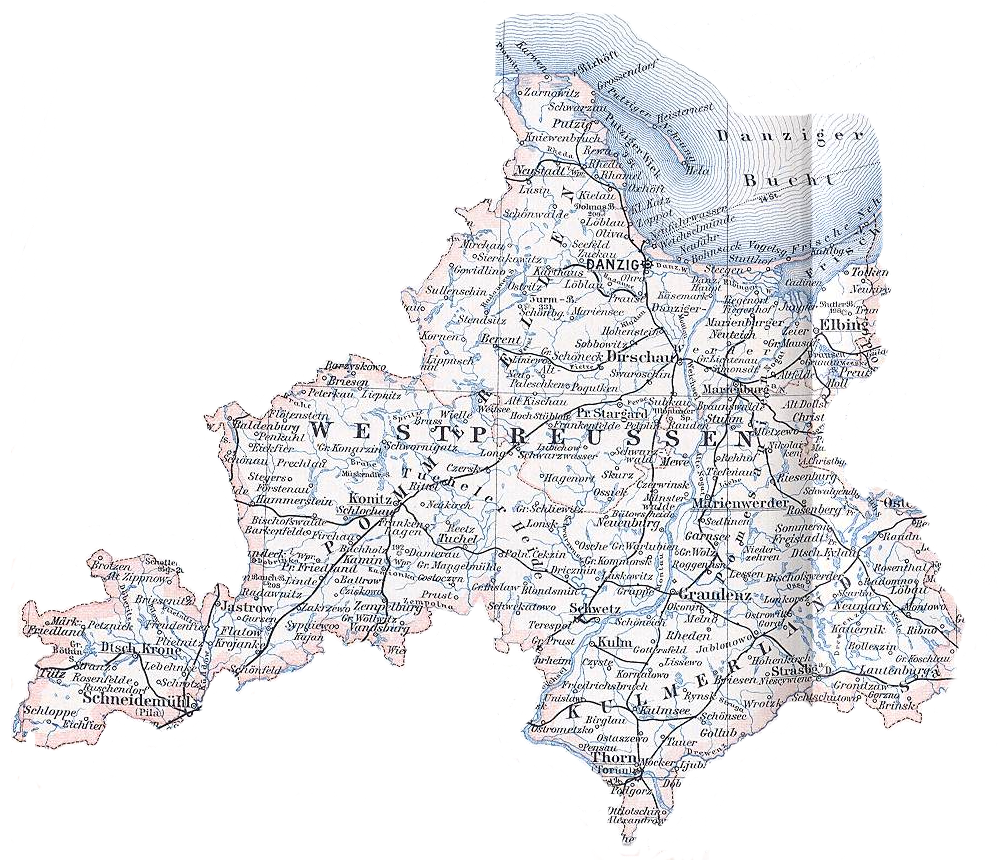
Мапа Західної Пруссії і Ґданської затоки у 1896

Населення Західної Пруссії становило:
- 1875 — 1,343,057
- 1880 — 1,405,898
- 1890 — 1,433,681 (717,532 католики, 681,195 протестанти, 21,750 юдеї)
- 1900 — 1,563,658 (800,395 католики, 730,685 протестанти, 18,226 юдеї)